# Patrick Calcagni
Patrick Calcagni (Sorengo, Cantó de Ticino, 5 de juliol de 1977) és un ciclista suís, que fou professional entre el 2000 i el 2009. En el seu palmarès destaca el campionat nacional en contrarellotge del 2000.

## Palmarès
- 1995
  -  Campió de Suïssa en ruta júnior
- 1997
  -  Campió de Suïssa en ruta sub-23
- 2000
  -  Campió de Suïssa en contrarellotge
- 2001
  - Vencedor d'una etapa a la Volta al Japó
- 2008
  - 1r al Gran Premi Pino Cerami

### Resultats al Tour de França
- 2006. 129è de la classificació general

### Resultats a la Volta a Espanya
- 2002. 103è de la classificació general
- 2003. 128è de la classificació general
- 2004. 65è de la classificació general
- 2005. 40è de la classificació general
- 2007. 92è de la classificació general

### Resultats al Giro d'Itàlia
- 2005. Abandona (4a etapa)
- 2006. 107è de la classificació general
- 2008. No surt (7a etapa)